# I segreti perduti della tecnologia nazista
I segreti perduti della tecnologia nazista - sottotitolo: Le ricerche e gli esperimenti degli scienziati di Hitler, fino ad oggi tenuti nascosti - è il titolo di un saggio di carattere storico-scientifico scritto da Gary Hyland e pubblicato per la prima volta nel 2002 (nel 2007 in edizione economica). 
L'autore espone in modo dettagliato gli straordinari progressi fatti dalla scienza dalla fine del XIX secolo al termine della seconda guerra mondiale. L'attenzione si focalizza soprattutto sugli esperimenti di grandi scienziati come Nikola Tesla (pioniere della trasmissione dell'energia a distanza), Wernher von Braun (progettista della V2), Henri Coandă, Miethe e Rudolf Schriever. Vengono inoltre descritte le relazioni tra questi scienziati e il nazionalsocialismo.
Elencate le scoperte ufficiali e documentate, viene dedicato ampio spazio alle scoperte ufficiose, ma quasi certe, sconfinando poi nelle pure ipotesi. Vengono in questo senso elencati una serie di progetti ufficialmente abbandonati, come quello del Silver Bug e progetti verosimilmente esistiti, come quello relativo al  Mark IV. 
Il libro dà conto anche di strani fenomeni (ma con numerosi testimoni), come quello dei Foo fighter. La domanda che si pone l'autore è che fine abbiano fatto tutti quei progetti e quelle ricerche. In questa prospettiva vengono analizzate tutte le direzioni e tutte le piste, anche le più fantasiose. Alla fine, si arriva ad ipotizzare che gli strani fenomeni atmosferici e i numerosi avvistamenti UFO che vi sono stati a partire dagli anni cinquanta, non siano da attribuire a extraterrestri o forze esoteriche, ma siano semplicemente esperimenti militari segreti.
Nell'esposizione delle sue tesi l'autore distingue sempre i fatti ufficialmente accertati dalle ipotesi.

## Edizioni
- Gary Hyland, I segreti perduti della tecnologia nazista, traduzione di M. Faccia, collana I volti della storia, Newton & Compton,  p. 204, ISBN 88-8289-674-9.